# Titanique (Musical)
Titanique ist ein Comedy-Musical von 2017, das auf Songs von Céline Dion zurückgreift und eine Parodie auf den Titanic-Film von James Cameron aus dem Jahr 1997 ist. Das Buch stammt von Tye Blue, Marla Mindelle und Constantine Rousouli.
Die Uraufführung des Musicals fand im Jahr 2017 in Los Angeles statt. Von 2022 bis 2025 lief es in New York als Off-Broadway-Produktion. In London feierte das Musical 2024 seine Premiere und von April bis Juli 2025 war es in Paris zu sehen. Im deutschsprachigen Raum wurde das Musical bislang nicht aufgeführt.

## Handlung
Die (kurze) Rahmenhandlung spielt in der Gegenwart in einem Titanic-Museum. Céline Dion kapert eine Führung durch das Museum und behauptet, selbst auf der Titanic mitgefahren zu sein und den Untergang des Schiffs überlebt zu haben. Sie schildert ihre eigene Version der Liebesgeschichte um Rose und Jack. Die eigentliche Handlung des Musicals spielt auf der Titanic. Das Stück endet wiederum in der Gegenwart, wobei alle im Musical vorkommenden Protagonisten – darunter auch Jack, der im Film stirbt – den Sprung in die heutige Zeit schaffen. 

## Musik
Titanique ist ein Jukebox-Musical. Alle Songs im Musical bis auf eine Ausnahme stammen von Céline Dion selbst resp. wurden von ihr gecovert. Die Musik wird von einer Live-Band gespielt, die sich auf der Bühne im Hintergrund befindet.

### Céline Dion Songs
- I’m Alive
- Taking Chances
- Seduces Me
- If You Asked Me To
- You and I
- To Love You More
- Because You Loved Me
- Where Does My Heart Beat Now
- I Surrender
- The Power of Love
- My Heart Will Go On (der berühmte Titanic-Song)
- A New Day Has Come

### Weitere Songs im Musical
- Beauty and the Beast (ursprünglich Céline Dion mit Peabo Bryson)
- Tell Him (ursprünglich Céline Dion mit Barbara Streisand)
- The Prayer (ursprünglich Céline Dion mit Andrea Bocelli)
- I Drove All Night (ursprünglich von Roy Orbison, später von Cyndi Lauper und Céline Dion gecovert)
- River Deep Mountain High (von Ike und Tina Turner, später von Céline Dion gecovert)
- All By Myself (ursprünglich von Eric Carmen, später von Céline Dion gecovert)

Einzig der Song Who Let the Dogs Out von Baha Men stammt nicht von Céline Dion resp. wurde nicht von ihr gecovert.

## Charaktere
Die Hauptdarsteller im Musical sind:
- Céline Dion
- Rose
- Jack
- Ruth, Mutter von Rose (gespielt von einem Mann)
- Molly Brown
- Cal, Verlobter von Rose
- Victor Garber (als Schiffsbauer und Kapitän)
- Der Eisberg (als Tina Turner) / Der Seemann

## Rezeption
Titanique ist eine Persiflage auf den Titanic-Film und eine Mischung aus Parodie, Slapstick und Drag-Elementen und hat Bezüge zu Monty Python. Parodiert wird auch Céline Dion mit ihrem französisch-kanadischen Akzent (darum auch der Titel Titanique) und ihrer Gestik. Zudem hat der Eisberg im Musical seine Präsenz und tritt als Rock-Legende Tina Turner auf. Das Musical ist durchzogen von Übertreibungen, queeren Bestandteilen, zahlreichen Anspielungen und doppeldeutigen Witzen. Das Stück lebt auch von der Interaktion mit dem Publikum, Improvisationen und spontanen Gags.

## Produktionen
- 2017: Uraufführung (14. Dezember 2017) am Sorting Room Theatre in Los Angeles
- 2022: Off-Broadway in New York (zunächst im Asylum Theater, danach im Daryl Roth Theatre). Spielende am 29. Juni 2025 nach 1221 Aufführungen
- 2024: Aufführungen in Australien und Kanada
- 2024: London, West End, Criterion Theatre
- 2025: Chicago, im Broadway Playhouse, Produktion von The Porchlight Music Theatre (25. März bis 13. Juli 2025)
- 2025: Paris, Théâtre du Lido (24. April bis 6. Juli 2025)

## Auszeichnungen
- 2023: drei Lucille Lortel Awards, darunter für das beste Musical
- 2023: Oba Award (Off-Broadway Alliance Award) für das beste, neue Musical
- 2024: Obie Award (Off-Broadway Theater Award) für herausragende schauspielerische Leistung (Marla Mindelle als Céline Dion)
- 2025: Laurence Olivier Award für die beste neue Comedy
- 2025: Laurence Olivier Award for Best Actor in a Supporting Role in a Musical für die beste Nebenrolle (Layton Williams als Eisberg / Tina Turner und als Seemann)